# Narycia holozona
Narycia holozona är en fjärilsart som beskrevs av Oswald Beltram Lower 1903. Narycia holozona ingår i släktet Narycia och familjen säckspinnare. Inga underarter finns listade i Catalogue of Life.